# Ahmad Šáh Durrání
Ahmad Šáh Durrání (1722 – 1773) (paštunsky احمد شاه درانی‎) také známý jako Ahmad Chán Abdálí (paštunsky احمد خان ابدالی‎) nebo Ahmad Šáh Bábá (paštunsky احمد شاه بابا‎) byl zakladatelem říše Durrání – nezávislého afghánského státu. V roce 1747 byl zvolen emírem a vytvořil vojenskými výpravami velkou říši, která se po jeho smrti rozpadla.

## Cesta k moci
Ahmad Chán Abdálí se narodil v roce 1722 podle některých zdrojů v Herátu (rodiště otce), podle některých zdrojů v Multánu (rodiště matky). V mládí vstoupil do armády perského šáha Nádira, kde se vypracoval až na velitele jízdních vojsk. Po zavraždění šáha Nádira v roce 1747 se Persie rozpadla a z jejich částí se staly nezávislé státy. Ahmad Chán Abdálí využil mocenského vakua a vydal se svou armádou na cestu do Kandaháru. Tam téhož roku bylo svoláno poradní shromáždění (tzv. Lója Džirga) nejmocnějších náčelníků paštunských kmenů . Shromáždění posléze zvolilo Ahmada Chána králem a byl mu udělen titul dur-e dourán (Perla doby) , který si pak sám král změnil na titul dur-e durrán (Perla perel) a svůj kmen přejmenoval na Durrání (Perlový).

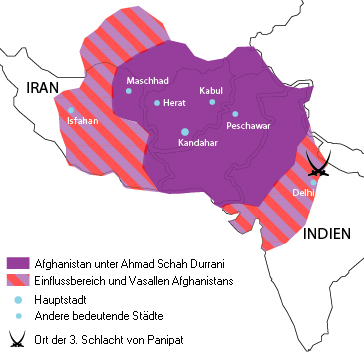
Říše Ahmada Šáha Durráního

Ahmad Šáh Durrání se prohlásil králem celého Afghánistánu, prohlásil Kandahár hlavním městem své říše a podrobil si ostatní paštúnské kmeny. Poté, co ovládl Kábul a Pešávar , zaútočil na Mughalskou říši. V roce 1748 se střetl s Mughaly u Mánupuru, a byl donucen se stáhnout. Příští rok Ahmad zaútočil znovu. Podařilo se mu dobýt Paňžáb a obsadit město Láhaur. V roce 1751 zaútočil na Indii potřetí , porazil nového mughalského krále a obsadil celý Paňdžáb včetně Multánu. Další mughalský vládce Álamgír II se pokusil Paňdžáb získat zpět, ale utrpěl několik porážek a nakonec ztratil i své hlavní město Dillí. Ahmad Šáh Dillí vyplenil , ustanovil svého přítele Nadžíb Chána správcem a vrátil se do Kandaháru.

## Bitva u Pánipátu
V roce 1758 indické vojsko obsadilo paňdžábské území až k řece Indu. Ahmad Šáh proti tomuto vojsku vyslal armádu, která se s Indy střetla u města Pánípat. V této bitvě bylo pobito přibližně 50 000 indických vojáků a prchajících obyvatel.

## Smrt

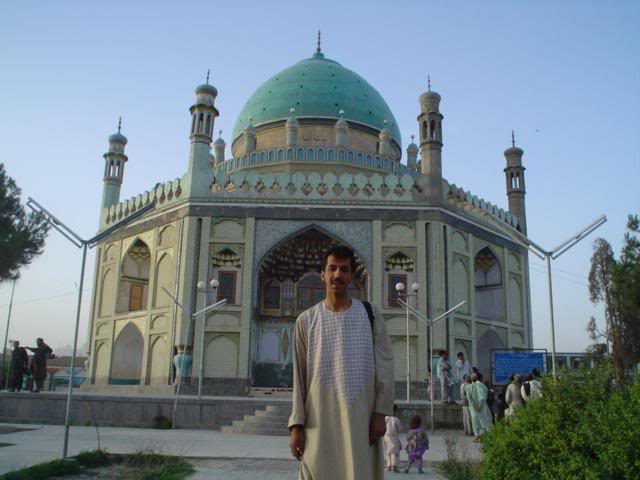
Hrobka Ahmada Šáha Durráního v Kandaháru

Ahmad Šáh Durrání zemřel v Muraghu v Afghánistánu na rakovinu kůže. Jeho hrobka se nachází v Kandaháru.

## Hospodářství
Hlavní částí příjmu státní pokladny byly dobyvačné výpravy a pozemkové daně. V dobytých zemích se získávala nová úrodná půda, dobytek, zlato a drahokamy. Tyto prostředky hradily potřeby mohutné armády. Co se týče daní, vybíralo se jich několik. Nejvýnosnější byla třetinová daň tzv. thálitha, která se odváděla ze zavodněné půdy. Dále se platila daň z dobytka a ze mlýnů. Královské pozemky byly samozřejmě od daní osvobozeny. Členové vládnoucího paštunského kmene Durrání požívali různé daňové úlevy.

## Poezie
Ahmad Šáh Durrání napsal řadu básní v jazyce pašto , ve kterých vyjadřuje lásku ke svému národu i vlasti.
- ستا د عشق د وینو ډک سره ځګرونه
- ستا په لاره کښې بایلی زلمی سرونه
- تا ته را سمه زړګی زما فارغ سی
- بېله تا می اندېښنی د زړه مارونه
- که هر څو می د دنیا ملکونه ډېر سی
- زما به هیر نه سی دا ستا ښکلی باغونه
- د ډهلی تخت هېرمونه چی را یاد سی
- زما د ښکلی پښتونخوا د غرو سرونه